# محاصره درعا
محاصره درعا اقدامی بود که دولت سوریه به منظور سرکوب اعتراضات مردمی در دوران بهار عربی انجام داد. درعا به عنوان مرکز اعتراضات از ۱۵ مارس ۲۰۱۱ شاهد اعتراضات گسترده مردمی بود. ۲۵ آوریل ارتش عربی سوریه محاصره یازده روزه شهر درعا را آغاز کرد. این اقدام خشن دولت سوریه موجب بالا گرفتن تنش‌ها در کشور و آغاز جنگ داخلی سوریه شد.
ارتش سوریه در محاصره درعا از تانک‌ها، هلیکوپترها و بیش از ۶٬۰۰۰ نیرو استفاده کرده بود. بیش از ۲۲۴ نفر در این عملیات کشته شدند که شمار زیادی از آن‌ها کودک بودند. همچنین ۸۱ سرباز نیز کشته شدند. و بیش از ۱٬۰۰۰ نفر نیز دستگیر شدند.